# TED Ankara Kolejliler (piłka siatkowa kobiet)
TED Ankara Kolejliler – żeński klub piłki siatkowej z Turcji. Został założony w 1954 roku z siedzibą w Ankarze. Występuje w Voleybolun 1.Ligi.